# کتایاپاتانا
کتایاپاتانا (به لاتین: Ketayapatana) یک منطقهٔ مسکونی در سری‌لانکا است که در استان مرکزی (سری‌لانکا) واقع شده‌است.